# Coțofenești
Coțofenești – wieś w Rumunii, w okręgu Prahova, w gminie Vărbilău. W 2011 roku liczyła 889 mieszkańców.